# The Eyes of Truth
The Eyes of Truth è un singolo del gruppo musicale tedesco Enigma, pubblicato nel 1994 ed estratto dall'album The Cross of Changes.

## Tracce
1. Radio Edit – 4:36
2. Album Version – 7:27
3. The Götterdämmerung Mix (The Twilight Of The Gods)(140 bpm) – 7:17
4. Dub Version (140 bpm) – 5:34